# LP5
LP5 es el quinto álbum del grupo de música electrónica Autechre, publicado en 1998 por el sello discográfico Warp Records. El álbum no tiene título, pero Warp Records lo cataloga como LP5, en línea con su "EP7". También ha sido denominado "Autechre", así como "Autechre Album", tal y como figuraba en copias promocionales.
Este trabajo muestra a Autechre abandonando el sonido profundo y cálido de álbumes como "Tri Repetae" para adentrarse en un estilo desnudo y técnico que ya habían comenzado a explorar en "Chiastic Slide" y en el EP "Cichlisuite".

## Lista de canciones
| LP5   |                                                                          |          |  |
| N.º   | Título                                                                   | Duración |  |
| 1.    | «Acroyear2»                                                              | 8:39     |  |
| 2.    | «777»                                                                    | 5:49     |  |
| 3.    | «Rae»                                                                    | 7:13     |  |
| 4.    | «Melve»                                                                  | 1:14     |  |
| 5.    | «Vose In»                                                                | 5:21     |  |
| 6.    | «Fold4,Wrap5»                                                            | 3:58     |  |
| 7.    | «Under BOAC»                                                             | 6:22     |  |
| 8.    | «Corc»                                                                   | 5:50     |  |
| 9.    | «Caliper Remote»                                                         | 1:40     |  |
| 10.   | «Arch Carrier»                                                           | 6:49     |  |
| 11.   | «Drane2» (canción sin titular escondida que comienza en el minuto 21:43) | 9:38     |  |
| 76:16 |                                                                          |          |  |

En las ediciones de Estados Unidos y Alemania, el tema escondido se encuentra desplazado hasta una pista propia, la número 12 y el silencio tras "Drane2" se acorta a tres minutos. La canción escondida no se puede encontrar en la edición en vinilo.